# Karin Helander
Karin Helander, född 1951, är professor i teatervetenskap vid Stockholms universitet och Kungl. Vitterhetsakademiens ständige sekreterare sedan 1 januari 2019.

## Biografi
Karin Helander är professor i teatervetenskap vid Stockholms universitet (2004– ). Helander är ledamot i ett flertal styrelser, bland annat vice ordförande i styrelsen för Folkuniversitetet Öst. Karin Helander är också verksam som scenkonstkritiker i Svenska Dagbladet (1994–).
Helander har sedan 1990-talet varit verksam vid Stockholms universitet i olika roller: som vicerektor för Humanvetenskapliga området (2015–2017), som prodekan för Humanistiska fakulteten (2012 – 2014), som lektor i teatervetenskap vid Institutionen för kultur och estetik (1996–2018) samt som föreståndare för Centrum för barnkulturforskning (1998–2014). 
Helander var tidigare professor i estetiskt fackområde vid Dronning Mauds Minne Høgskole för førskolelararutdanning i Trondheim (2006–2010)  och knuten till Stockholms konstnärliga högskola (2000–) bland annat som gästprofessor i teatervetenskap. 
Karin Helander disputerade 1993 vid Stockholms universitet på en doktorsavhandling om uppsättningar på Stockholmsoperan 1919–1923. 

## Utmärkelser och ledamotskap
- H. M. Konungens medalj i guld av 8:e storleken i Serafimerordens band (Kon:sGM8mserafb 2021) för förtjänstfulla insatser inom svenskt akademiväsende[1]
- Ledamot av Kungl. Vitterhetsakademien (LHA, 2010)
- Junipriset (2015)[2]
- Prix d´Assitej (2003)
- Stockholms stads kulturpris 2023, Hederspris i kategorin kulturarbete för barn och unga